# Bandera Negra
|  | Per a altres significats, vegeu «Bandera negra». |

La Bandera Negra (també anomenada Santa Germandat Catalana) fou l'organització armada i secreta d'Estat Català, fundada a Barcelona el 3 de maig de 1925. El seu nom volia rememorar la bandera negra que durant el Setge de Barcelona de 1713-1714 va onejar en diversos punts de la muralla.
Tenia uns dotze membres dirigents i diversos voluntaris: el cap més visible era Marcel·lí Perelló i Domingo, juntament amb Jaume Compte i Canelles (també militant del CADCI). En foren membres destacats: Miquel Badia i Capell, Daniel Cardona i Civit (cap a l'exterior), Ramon Xammar, Emili Granier Barrera, Jaume Julià, Joan Bertran i Deu i Jaume Balius i Mir. Aquesta sotsorganització d'Estat Català tingué comitès a Besiers i a Buenos Aires.
El 1925 va protagonitzar un atemptat contra Alfons XIII, conegut com el Complot del Garraf, que pretenia utilitzar una bomba contra el tren del monarca al seu pas per aquesta comarca. Fallida l'operació, la policia va detenir set persones entre les quals Jaume Compte i Miquel Badia. La repressió que l'organització va patir a conseqüència d'aquests atemptats va influir molt en la radicalització del moviment nacionalista català.
Va desaparèixer el 1926, després de la descoberta i desbaratament de la insurrecció que Francesc Macià volia començar des de la Catalunya Nord, esdeveniments coneguts com a Fets de Prats de Molló.